# دين اندروز جونيور
دين اندروز جونيور (بالإنجليزية: Dean Andrews Jr.)‏ هو محامي أمريكي، ولد في 8 أكتوبر 1922 في لويزيانا في الولايات المتحدة، وتوفي في 1 أبريل 1981 في ميتايري في الولايات المتحدة.